# 嫦娥四号
嫦娥四号是中国探月工程嫦娥工程第二阶段的月球探测器──嫦娥三号的备份星。
嫦娥四号着陆器、“玉兔二号”月球车北京时间2018年12月8日02时23分34.3666秒由长征三号乙改进Ⅲ型运载火箭（遥30）发射升空。月球车上搭载中国、荷兰、德国、瑞典、沙特阿拉伯等其他国家航空组织的科学仪器。12月12日16时45分，进入月球轨道。2019年1月3日10时26分，嫦娥四号探测器着陆在月球背面东经177.6度、南纬45.5度附近的预选着陆区，完成世界首次在月球背面软着陆，并通过“鹊桥”中继星传回世界第一张近距离拍摄的月背影像图。这是人类首次实现月球背面软着陆和巡视勘察，同时也是人类首次在月球的高纬度极地着陆，也是人类首次月背与地球的中继通信。
2019年11月26日，嫦娥四号团队被英國皇家航空學會授予航空团队金獎，是153年來首次向中國專案頒發獎項。2020年6月，国际宇航联合会2020年度最高奖——“世界航天奖”宣布授予嫦娥四号团队，这是该组织成立70年以来首次授予中国科学家该奖项。此外，嫦娥四号团队还被授予了2020年国家科学技术进步奖特等奖以及2020年度美国航天基金会金奖。

## 发射规划
嫦娥四号最初是作为嫦娥三号的备份。嫦娥三号发射成功后，曾计划不再发射嫦娥四号。
2015年12月2日，国防科工局组织召开了探月工程重大专项领导小组第十四次会议，审议通过嫦娥四号任务实施方案调整报告，确定了继续开展嫦娥四号发射任务。2017年12月，探月与航天工程中心正式宣布嫦娥四号任务计划，于2018年执行两次发射：上半年发射鹊桥号中继星，下半年发射嫦娥四号探测器。

## 前期准备
为了保证月球背部与地球的通信，在嫦娥四号发射前发射了鹊桥号中继卫星。

### 鹊桥号中继星

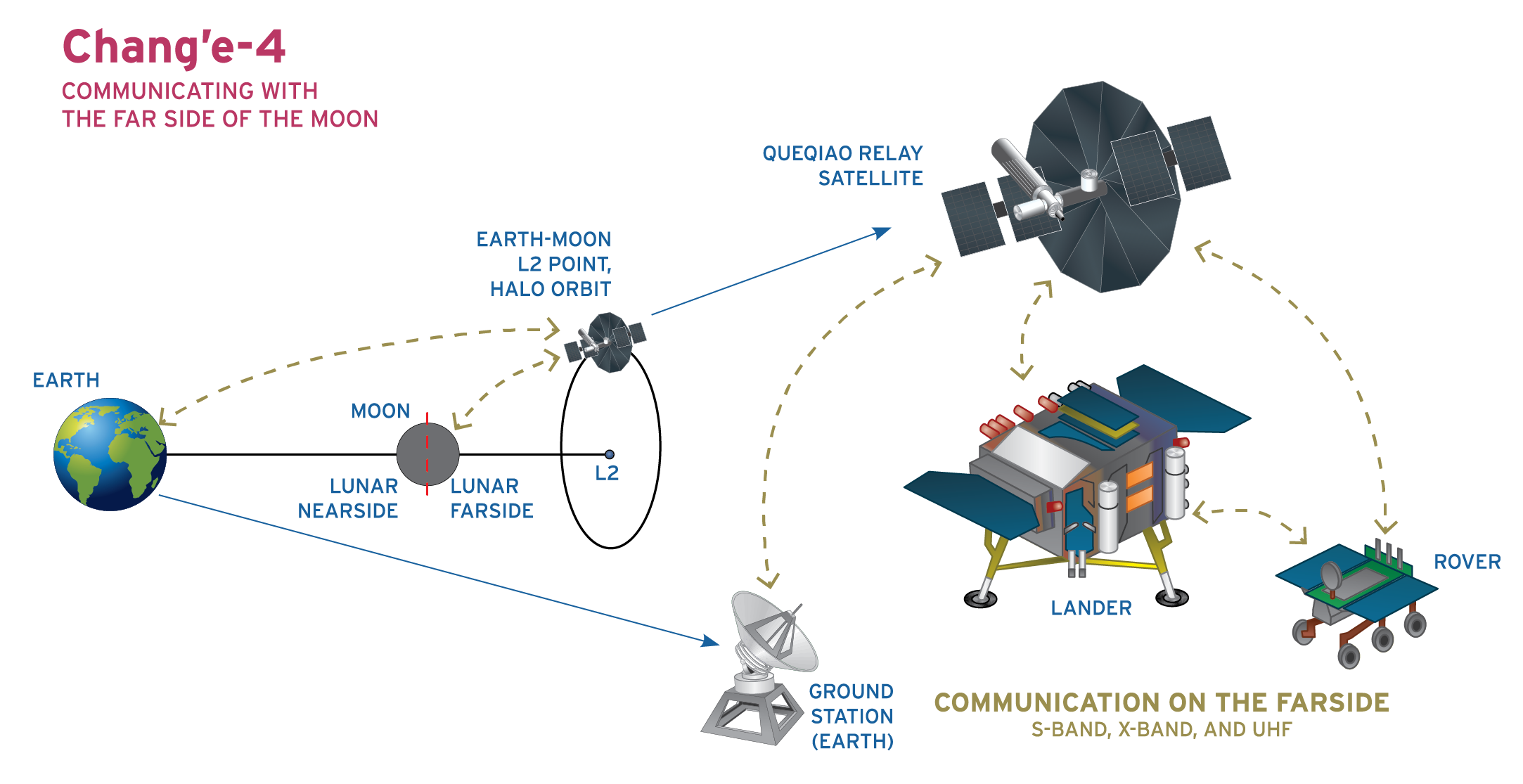
鹊桥号中继卫星是一颗服务嫦娥四号的地月间通讯中继卫星。

鹊桥号是全球首次发射月球专用通信中继卫星，于2018年5月21日发射往地月拉格朗日L2点。由于月球比地球小，地球和中继卫星之间的信号传播几乎无法遮挡。嫦娥一号卫星系统总指挥兼总设计师叶培建说，希望这颗中继星寿命很长。这样，未来几年如果有别的国家探索月球背面，也可以得到中国中继星的通信服务。

2014年，中国探月工程三期再入返回飛行試驗器服务舱曾进入环绕地月L2点的李萨如轨道开展试验，实现了环绕地月L2点飞行三圈，验证了轨道设计、轨道控制和轨道维持技术。
另外，发射鹊桥号卫星的运载火箭还搭载了龙江一号与龙江二号微卫星。龙江一号在地月转移轨道失去控制，龙江二号则完成了不少任务。

## 发射
2018年12月8日02时23分34.3666秒，嫦娥四号在西昌卫星发射中心用长征三号乙运载火箭成功发射。此次发射任务是长征系列运载火箭的第294次发射。
2018年12月12日16时39分25秒，嫦娥四号进行了近月制动，在变推力发动机点火356秒后，顺利进入近月点100公里、远月点400公里的环月轨道。
2018年12月30日08时55分，嫦娥四号探测器在环月轨道成功实施变轨控制，顺利进入预定的月球背面着陆准备轨道。

## 着陆

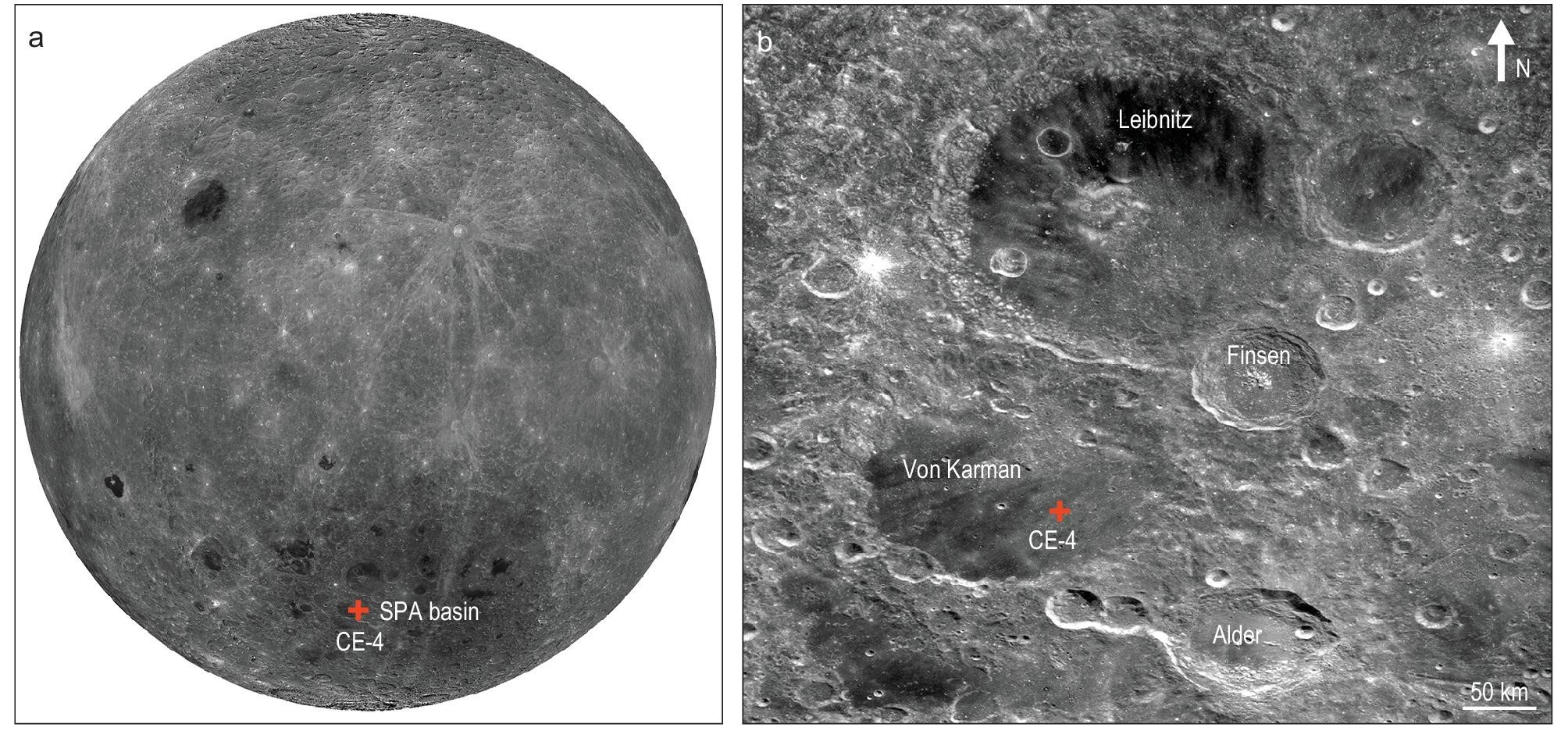
嫦娥四号着陆点在月背的位置

### 着陆区

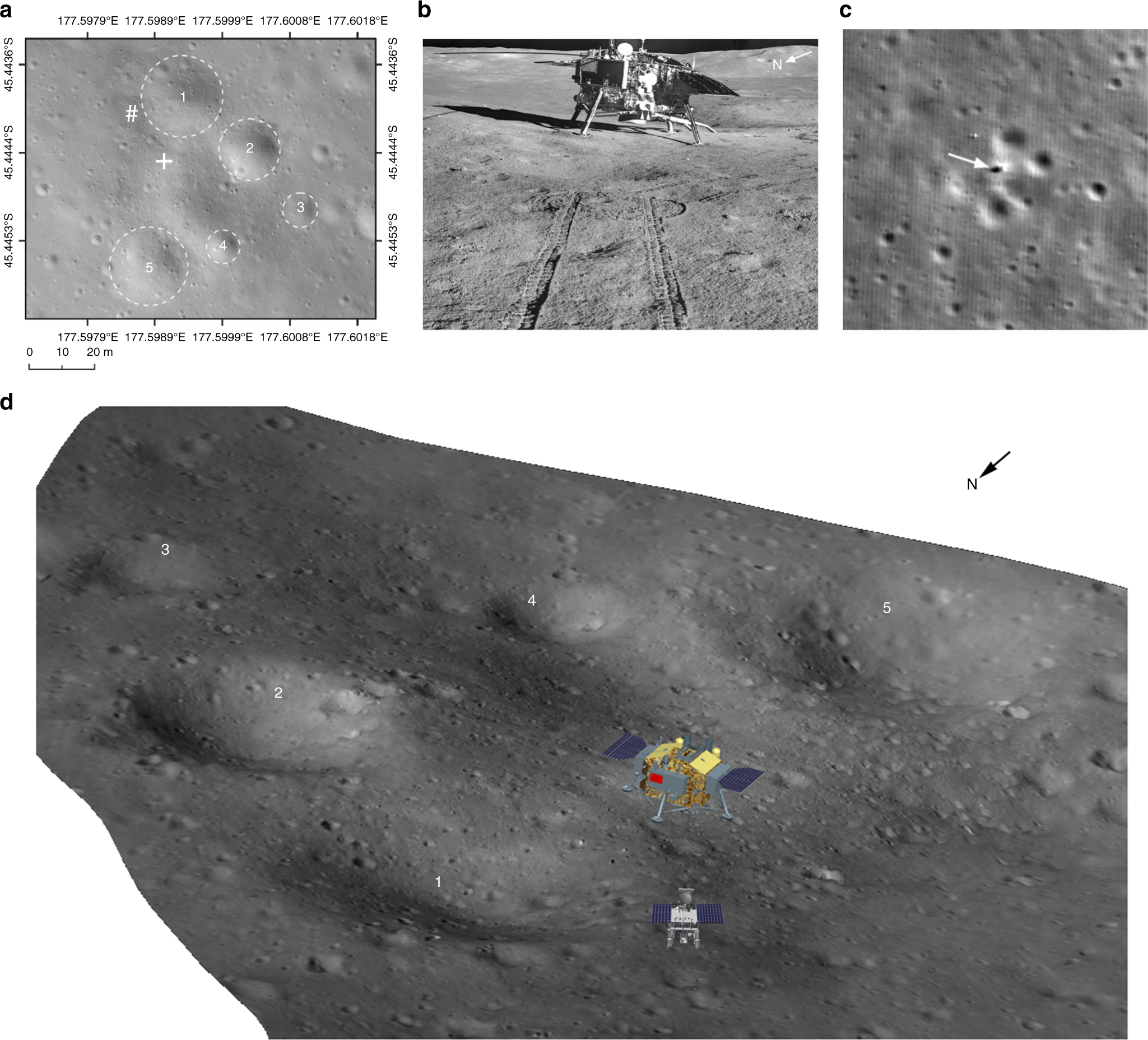
着落区

著陸器的着陆时间为2019年1月3日10时26分，成功在预选的着陆区月球背面南极-艾特肯盆地（South Pole-Aitken，SPA）内的冯·卡门撞击坑（Von Kármán）着陆，坐标是南纬45.5度，东经177.6度。着陆点之后被命名为天河基地。

### 玉兔二号月球车
著陸器攜帶著的巡视器名称于2019年1月3日公布，称“玉兔二号”巡视器。1月3日15时07分，北京航天飞行控制中心通过鹊桥号中继卫星向嫦娥四号发出着陆器与巡视器分离指令，巡视器开始分离，于22时22分踏上月面。
截至2020年1月，“玉兔二号”月球车累计行驶357.695米。嫦娥四号着陆器和“玉兔二号”月球车分别于1月2日14时11分和20时30分完成第十三月昼工作，按地面指令完成月夜模式设置，顺利进入月夜休眠。

## 主要任务

### 工程目标
1. 研制发射月球中继通信卫星，实现国际首次地月拉格朗日L2点的测控及中继通信。
2. 研制发射月球着陆器和巡视器，实现国际首次月球背面软着陆和巡视探测[28]。

### 科学任务
- 开展月球背面低频射电天文观测与研究。
- 开展月球背面巡视区形貌、矿物组份及月表浅层结构探测与研究。
- 试验性开展月球背面中子辐射剂量、中性原子等月球环境探测研究[29]。

## 研制单位

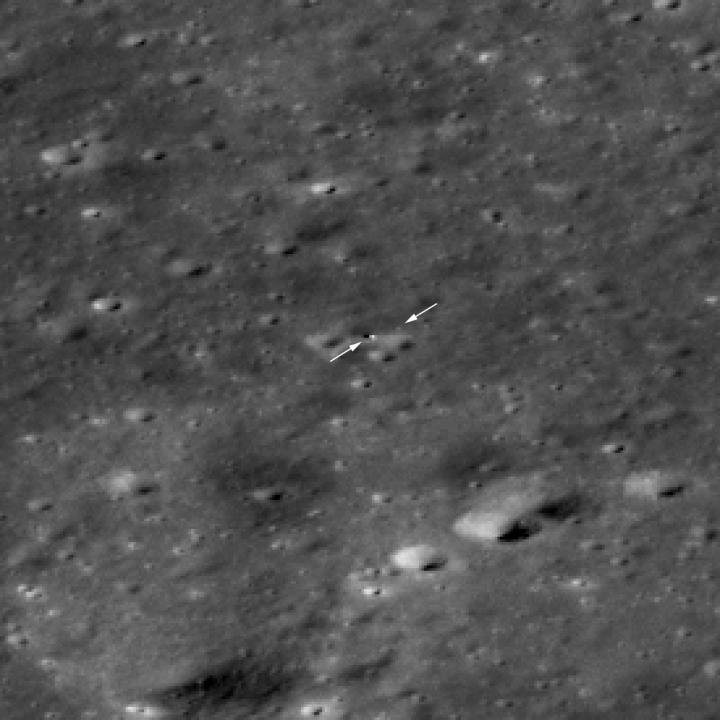
月球勘测轨道飞行器拍下的登陸位置

- 工程总体：国家航天局探月与航天工程中心（国家国防科技工业局探月与航天工程中心）。
- 中继星：中国航天科技集团有限公司下辖的中国空间技术研究院。
- 探测器：中国运载火箭技术研究院。
- 运载火箭：上海航天技术研究院。
- 发射和测控任务：中国卫星发射测控系统部。
- 地面应用系统：中国科学院国家天文台。
- 有效载荷：中国科学院和中国航天科技集团有限公司[28]。

## 技术规格

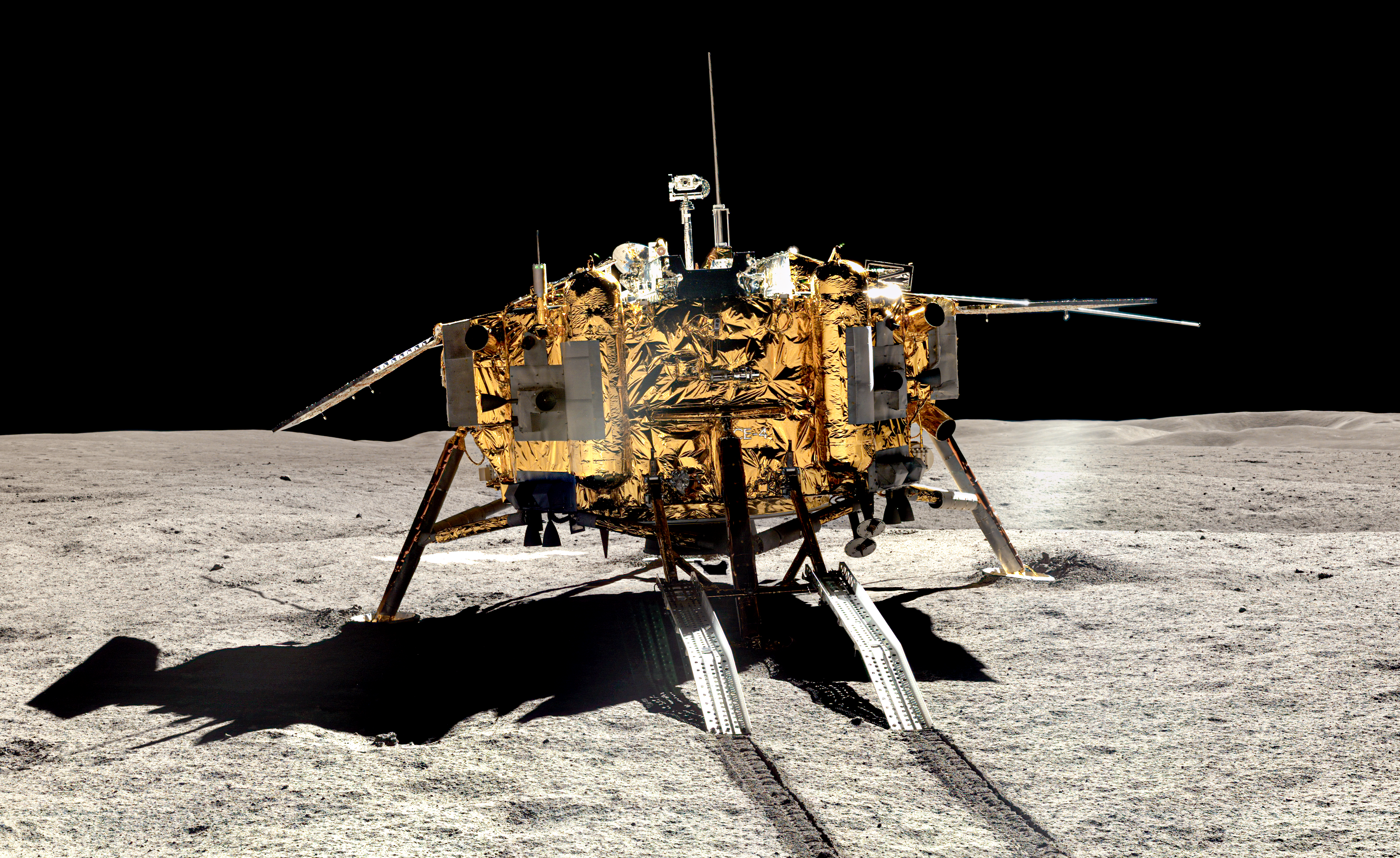
嫦娥四号着陆器背面，可见其用于与玉兔二号巡视器进行两器分离操作的斜梯

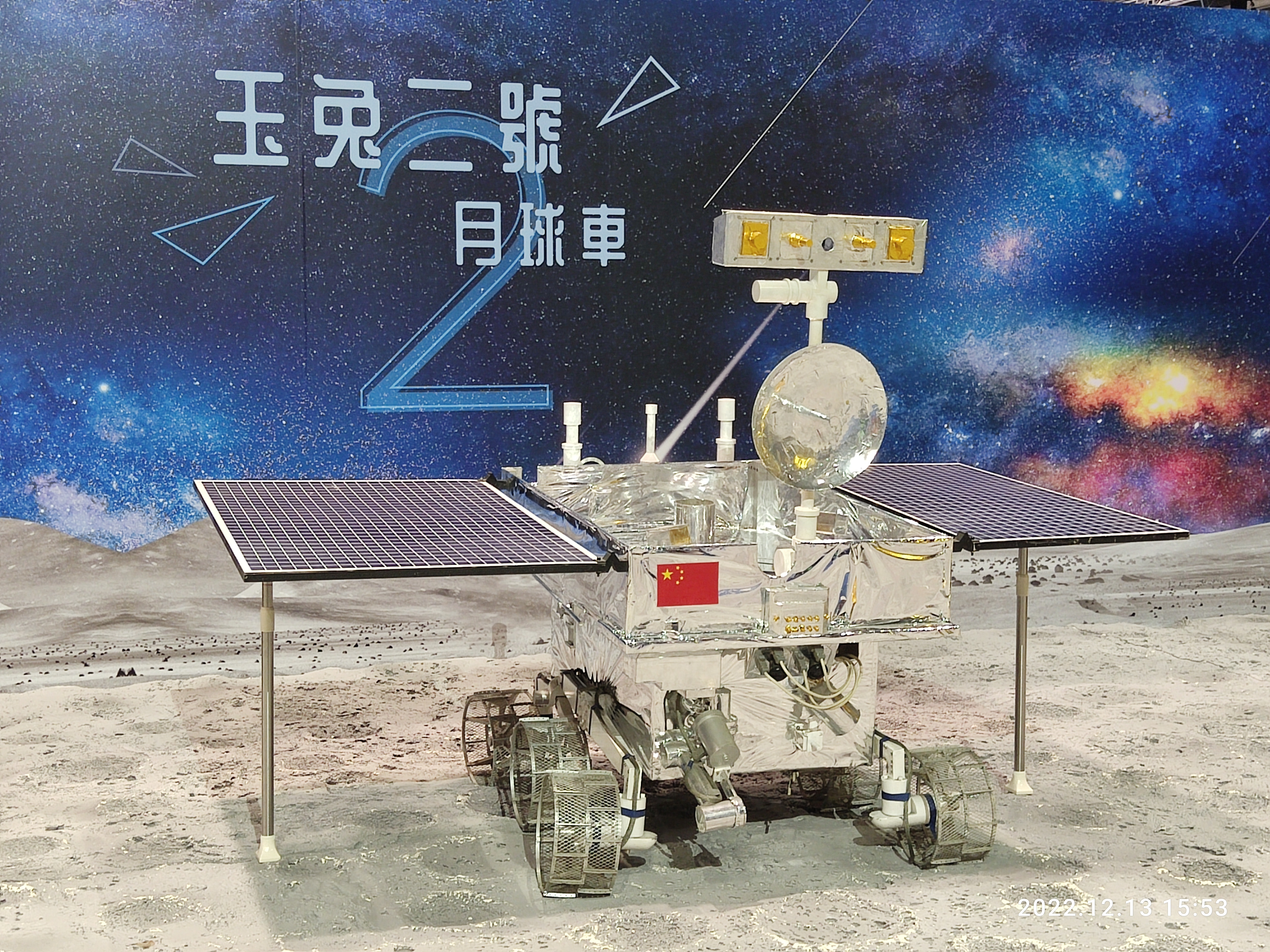
玉兔二号月球车模型

玉兔二号月球车长1.5米，宽约1米，高约1.1米，有两个可折叠太阳能电池板和六个轮子。顶部有用于地月对话的通讯天线，车身有四台相机共同工作。肩部有两片可以打开的太阳能电池帆板，腿部有六个轮状的移动装置。
月球车采用月昼时工作，月夜时休眠的作息模式。

### 相机系统
嫦娥四号相机，由其地形地貌相机研制团队，即中国科学院西安光学精密机械研究所研发，实际安装了两台相机，高度1.5米，基线长270毫米，以进行立体成像。
香港理工大学团队开发了嫦娥四号用“相机指向系统”，其重2.8千克，长宽深 85x27x16 cm，安装于嫦娥四号登陆器顶端。该系统起云台作用，可以自主旋转，自由度为垂直移动120度，左右转旋350度。
相机系统总成可以保证在-44～55℃温度范围内工作，其完成了月球背面全景照片拍摄，但由于自由度限制，所以没有天顶与地心（设备自身）的样貌。

### 科学仪器
搭载了以下的科学载荷，包括:
- 由中华人民共和国研制的全景相机、红外成像光谱仪和测月雷达，用于获取巡视区的月表图像、探测巡视路线上的月壤厚度和月壳浅层结构；
- 一台与瑞典合作研发的中性原子分析仪，用于观测巡视探测点10-10000伏特能量范围内的能量中性原子及正离子；
- 一台由沙特阿拉伯杜勒国王科技城研制[37]的小型光学成像探测仪；
- 一台德国基尔大学研发的月表中子与辐射剂量探测仪[38]。
- 除此之外还搭载了3项由哈尔滨工业大学、中山大学、重庆大学等中國國內高等院校所研制的科学技术试验项目[29]。
- 月球微型生态系统[39]，在着陆器还带有一个由重庆大学牵头研制的总重2.608千克为生物科普试验载荷罐，里面装有种子和昆虫卵，以测试植物和昆虫是否可以於地球外共同生长[40][41]。该实验载荷罐中除了马铃薯、油菜、棉花、拟南芥、果蝇、酵母6种生物，还有18毫升水、空气、土壤、热控与两个相机，可以在零下60度到零下80度内稳定保持适宜生物生存的温度。如果卵孵化，幼虫会产生二氧化碳，而萌发的植物会通过光合作用释放氧气，希望动植物和微生物一起在容器内建立简单的生态系统[40][42]。2019年1月3日23时18分，地面控制中心发出载荷开机指令，30分钟后地面控制中心发送放水指令。1月5日20时，该实验装置中的低酚棉种子萌发，成为月球上首次长出的地球植物嫩芽[43][44]，也是整個實驗中唯一成功生長的生物，共存活了8天20小時45分鐘。1月12日，登陸地點進入月夜，載荷因無太陽能電池的電力供給而關機，實驗亦宣告結束。載荷內溫度在沒有電力保溫下會降至-170℃，因此載荷內的生物皆無法生存，並將在不久後被分解成无害有机物，永久封存在科普载荷内部[45]。

## 科研成果
2019年5月15日，学术期刊《自然》在线发表了中国科学院国家天文台、中科院上海技术物理研究所空间主动光电技术重点实验室、中科院地球化学研究所的研究成果，科学家们利用嫦娥四号搭载的可视-近红外成像光谱仪（VINS）的光谱初始观测结果推断出，月球表面存在的低钙辉石和橄榄石矿物可能起源于月球地幔。这也是人类首份月球背面幔源物质初步证据。
 

2019年11月25日，英国皇家航空学会2019年度颁奖典礼在英国伦敦举行，嫦娥四号任务团队获得本年度全球唯一的团队金奖，该奖也是英国皇家航空学会成立153年来首次向中国项目颁发的奖项。嫦娥四号着陆器和“玉兔二号”巡视器已分别结束月夜休眠期，受光照成功自主唤醒，恢复月面工作，进入第十二个月昼工作期。截至目前，嫦娥四号在月球背面的工作时长已超过300天，远远超出设计寿命；“玉兔二号”巡视器克服月背复杂地形等障碍，行驶里程也已超过300米，实现了“双三百”的突破。